# John Kerin (Politiker)

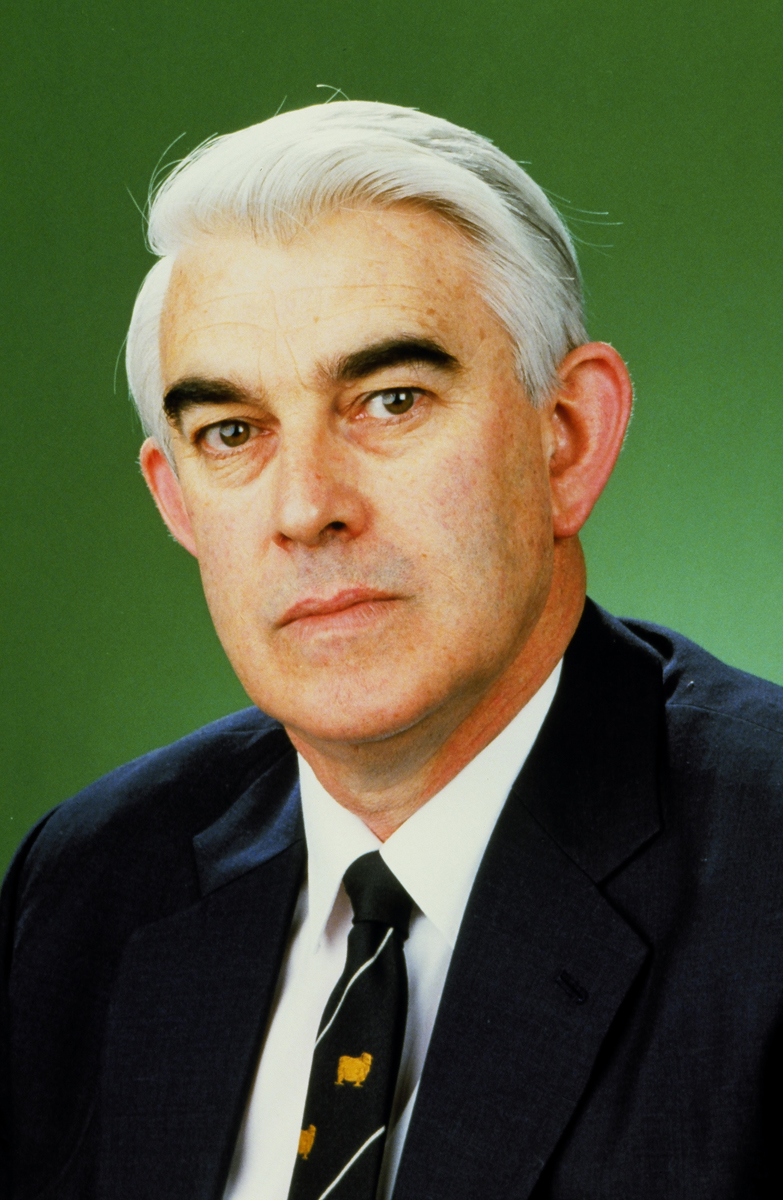
John Kerin

John Charles Kerin AO (* 21. November 1937 in Bowral, New South Wales; † 28. März 2023) war ein australischer Politiker (Australian Labor Party (ALP)).

## Biografie
Kerin war nach dem Studium an der University of New England, das er 1967 mit einem Bachelor of Arts (B.A.) abschloss, zunächst als Wirtschaftswissenschaftler beim Büro für Landwirtschaft und Ressourcenwirtschaft (ABARE) tätig.
Er begann seine bundespolitische Laufbahn im Dezember 1972 mit der Wahl zum Abgeordneten des Australischen Repräsentantenhauses, wo er die Interessen der Australian Labor Party des Wahlkreises Macarthur vertrat. Im Dezember 1975 verlor er sein Abgeordnetenmandat nach dem die ALP-Regierung unter Premierminister Gough Whitlam durch Generalgouverneur John Robert Kerr während der Verfassungskrise des Amtes enthoben wurde. 1977 erwarb er in einem Postgraduiertenstudium auch noch einen Bachelor of Economics (B.Econ.) an der Australian National University in Canberra.
September 1978 gelang ihm der Wiedereinzug in das Bundesparlament, nachdem er im Wahlkreis Werriwa in New South Wales zum Abgeordneten gewählt wurde und dieses Mandat bis 1993 innehatte. In der Folgezeit wurde er zum Unterstützer des späteren Premierministers Bob Hawke, der ihn nach dessen Wahl im März 1983 zum Minister für Primärindustrie ernannte. Nach Hawkes Wiederwahl wurde er im Juni 1987 Energieminister und dann 1991 für einige Zeit Minister für Verkehr und Kommunikation. 
Wegen seiner praktischen und theoretischen Kenntnisse wurde er folgerichtig, wenn auch zeitlich unerwartet im Juni 1991 Schatzkanzler, nachdem der bisherige Amtsinhaber Paul Keating von diesem Amt zurücktrat. Grund für Keatings Rücktritt war dessen erfolgloser Versuch der Ablösung von Premierminister Hawke. Kerin führte dabei einen Wechsel in der Finanzpolitik wie insbesondere beim Leitzins ein, der weniger ökonomisch, sondern eher zur Befriedung parteipolitische Lager begründet war. In den nächsten Monaten kam es dabei zur stärksten Rezession Australiens seit Anfang der 1930er Jahre. Als die Regierung Hawke schließlich am 6. Dezember 1991 in den Wählerumfragen ihren schlechtesten Wert seit Amtsantritt 1983 erzielte, kam es zur Entlassung von Kerin als Schatzkanzler.
Vierzehn Tage später übernahm dann doch Keating das Amt des Premierministers und ernannte ihn zum Minister für Handel und Überseeentwicklung in dessen Regierung. Dieses Amt behielt er bis zu seinem Ausscheiden aus dem Parlament im Dezember 1993.
Nach seinem Rückzug aus dem politischen Leben übernahm er führende Positionen im Australischen Fleisch- und Nahrungsmittelverband (Australian Food and Livestock Corporation) sowie in anderen Organisationen wie der Behörde für tropische Savannen.
Für seine politischen Verdienste wurde er 2001 und 2018 mit dem Order of Australia ausgezeichnet.